# Seznam osebnosti iz Občine Vuzenica
Seznam osebnosti iz Občine Vuzenica vsebuje osebe, ki so se tu rodile, delovale ali umrle.
Občina Vuzenica zajema pet naselij: Dravče, Sv. Primož na Pohorju, Sv. Vid, Šentjanž nad Dravčami in Vuzenica.

## Politika
- Miloš Štibler (1882, Fala – 1969, Vuzenica), zadružnik, publicist, sodeloval pri ustanovitvi hranilnice v Vuzenici
- Josip Mravljak (1892, Vuzenica – 1953, Vuzenica), zgodovinar, učitelj, politik, vuzeniški župan
- Miloš Ledinek (1905, Sveti Primož na Pohorju – 1964, Maribor), učitelj, politik, predsednik mariborskega mestnega ljudskega odbora in poslanec
- Alan Bukovnik (1970, Slovenj Gradec – ), politik, župan Občine Radlje ob Dravi, v Vuzenici je obiskoval osnovno šolo
- Franc - Franjo Golob (1967, Slovenj Gradec – ), politik, župan Občine Vuzenica

## Religija
- Jožef Avguštin Meznerič (1707, Ruše – 1772, Ruše), duhovnik, kronist, v Vuzenici je služboval kot kaplan
- Janez Šimonc (1730, Vuzenica – 1804, Ruše), duhovnik, nabožni pisec
- Franc Alvian (1760, Gorica – 1842, Polana, Laško), duhovnik, pesnik, šolnik, v Vuzenici je služboval kot kaplan
- Jurij Verdinek (1770, Ribnica na Pohorju – 1836, Stari trg, Slovenj Gradec), duhovnik, nabožni pisec
- Anton Martin Slomšek (1800, Uniše – 1862, Maribor), pesnik, nabožni pisatelj, pedagoški delavec, teolog, duhovnik, škof, v Vuzenici je služboval kot kanonik in višji šolski nadzornik
- Ignac Franc Zimmermann (1777, Slovenska Bistrica – 1843, Šentandraž v Labotski dolini), duhovnik, škof, v Vuzenici je služboval kot kaplan
- Janez Krumpak (1804, Kristan Vrh – 1862, Galicija), duhovnik, v Vuzenici je služboval kot kurat
- Josip Pirkmayr (1810, Ljubljana – 1873, Zabukovje nad Sevnico), duhovnik, pisec, v Vuzenici je služboval kot kaplan
- Jožef Virk (1810, Podrečje – 1880, Loče, Slovenske Konjice), duhovnik, pesnik, v Vuzenici je služboval kot kaplan
- Jožef Hašnik (1811, Trbonje – 1883, Šentjur), duhovnik, pesnik
- Jurij Gostenčnik (1819, Sele, Slovenj Gradec – 1860, Chillisquaque, Pensilvanija, Združene države Amerike), duhovnik, v Vuzenici je služboval kot kaplan
- Tomaž Mraz (1826, Šentvid pri Grobelnem – 1916, Gradec), duhovnik, katehetski pisec
- Jožef Šuc (1837, Ponikva – 1772, Šmartno pri Slovenj Gradcu), publicist, politik, duhovnik, v Vuzenici je služboval kot kaplan
- Boguš Goršič (1850, Šalovci – 1887, Gradec), duhovnik, pesnik, v Vuzenici je služboval kot kaplan
- Andrej Vodušek (1850, Zgornja Gorica, Ruše – 1911, Vojnik), duhovnik, narodnoobrambni delavec
- Matija Zemljič (1873, Gornja Radgona – 1934, Sveti Tomaž), duhovnik, pesnik, prevajalec, v Vuzenici je služboval kot kaplan
- Janez Evangelist Kociper (1876, Stanovno – 1948, Maribor), duhovnik, katehetski pisec, v Vuzenici je služboval kot kaplan
- Stanko Cajnkar (1900, Savci – 1977, Ljubljana), teolog, pisatelj, esejist, dramatik, urednik, v Vuzenici je služboval kot kaplan
- Zdravko Valentin Kordež (1908, Prevalje – 1983, Vuzenica), duhovnik, kulturni delavec

## Kultura in umetnost
- Franc Mihael Strauss (1674, Slovenj Gradec – 1740, Slovenj Gradec), slikar, avtor nekaterih umetniških del v vuzeniških cerkvah
- Janez Andrej Strauss (1721, Slovenj Gradec – 1783, Slovenj Gradec), slikar, avtor nekaterih umetniških del v vuzeniških cerkvah, sin Franca Mihaela Straussa
- Filip Karel Laubmann, slikar, avtor freske najdenje sv. Križa v Vuzenici (1754)
- Oskar von Pistor (1865, Graz – 1928, Vuzenica), slikar
- Ivan Sojč (1879, Ljubnica – 1951, Maribor), kipar; avtor kipa Marija na Kamnu v vuzeniški cerkvi
- Karel Pečko (1920, Vuhred – 2016, Slovenj Gradec), akademski slikar, likovni pedagog, kulturni organizator, umetnik, galerist
- Janko Dolenc (1921, Mozirje – 1999, Slovenj Gradec), slikar, grafik, kipar, kulturni delavec
- Ivan Seljak - Čopič (1927, Idrija – 1990, Grožnjan, Hrvaška), slikar, avtor umetniškega dela v vuzeniški elektrarni
- Savo Sovre (1928, Ormož – 2008, Ljubljana), slikar, grafik, v Vuzenici je obiskoval osnovno šolo
- Anton Repnik (1935, Sv. Vid pri Vuzenici – 2020, Slovenj Gradec), 	ljubiteljski slikar, ilustrator
- Adi Smolar (1959, Slovenj Gradec –), glasbenik, kantavtor, pevec
- Matjaž Motaln (1961, Ljubljana –), fotograf
- Srečko Lampret (1979 – ), pesnik, podžupan Občine Vuzenica in predsednik Kulturnega društva Vuzenica

## Znanost in šolstvo
- Vladimir Cvetko (1910, Vučja vas – 1988, Ljubljana), učitelj, urednik, strokovni pisec v Vuzenici je služboval kot šolski upravitelj
- Miljutin Arko (1910, Ig pri Ljubljani – 1991, Zgornja Polskava), učitelj, knjižničar, ljubiteljski etnolog
- Gvido Pregl (1931, Vuzenica – 2003), fizik
- Mitja Peruš (1969, Vuzenica –), fizik, publicist

## Gradbeništvo in arhitektura
- Peter Kresnik (1850, Vuzenica – 1928, Brno), gradbeni inženir
- Anton Stergaršek (1901, Šavna Peč – 1973, Maribor), gradbeni projektant, izdelal projekt, po katerem je bila zgrajena hidroelektrarna v Vuzenici
- Milan Sever (1904, Algersdorf, Avstrija – 1962, Ljubljana), arhitekt, avtor stanovanjskega in gospodarskega poslopja Kmetijske zadruge v Vuzenici
- Andrej Lodrant (1932, Prevalje – 2024), arhitekt, urbanist, dela: mrliška vežica in Slomškova kapela pri Devici Mariji na Kamnu v Vuzenici

## Šport
- Tomaž Barada (1973, Maribor – ), tekvondoist, kikboksar, športni trener, v Vuzenici je obiskoval osnovno šolo
- Jaka Bijol (1999, Vuzenica – ), nogometaš